# Cyprideis williamsoni
Cyprideis williamsoni är en kräftdjursart som först beskrevs av A. J. Keij 1957.  Cyprideis williamsoni ingår i släktet Cyprideis och familjen Cytherideidae. Inga underarter finns listade i Catalogue of Life.